# Chacospillkråka
Chacospillkråka (Dryocopus schulzii) är en fågel i familjen hackspettar inom ordningen hackspettartade fåglar.

## Utseende och läte
Chacospillkråkan är en stor hackspett, lik neotropisk spillkråka, men med helsvart undersida och ljusa örontäckare. Från gräddmantelspett skiljer den sig genom mörkare näbb och svart rygg. Lätet består av ett nasalt och stigande "kwee?" som avges i långa serier. Trumningen är utdragen, snabb och accelererande, men tenderar att vara kortare än trumningen hos neotropisk spillkråka. 

## Utbredning och systematik
Fågeln förekommer i torra skogar från södra Bolivia till centrala Paraguay och norra och centrala Argentina. Den behandlas som monotypisk, det vill säga att den inte delas in i några underarter.

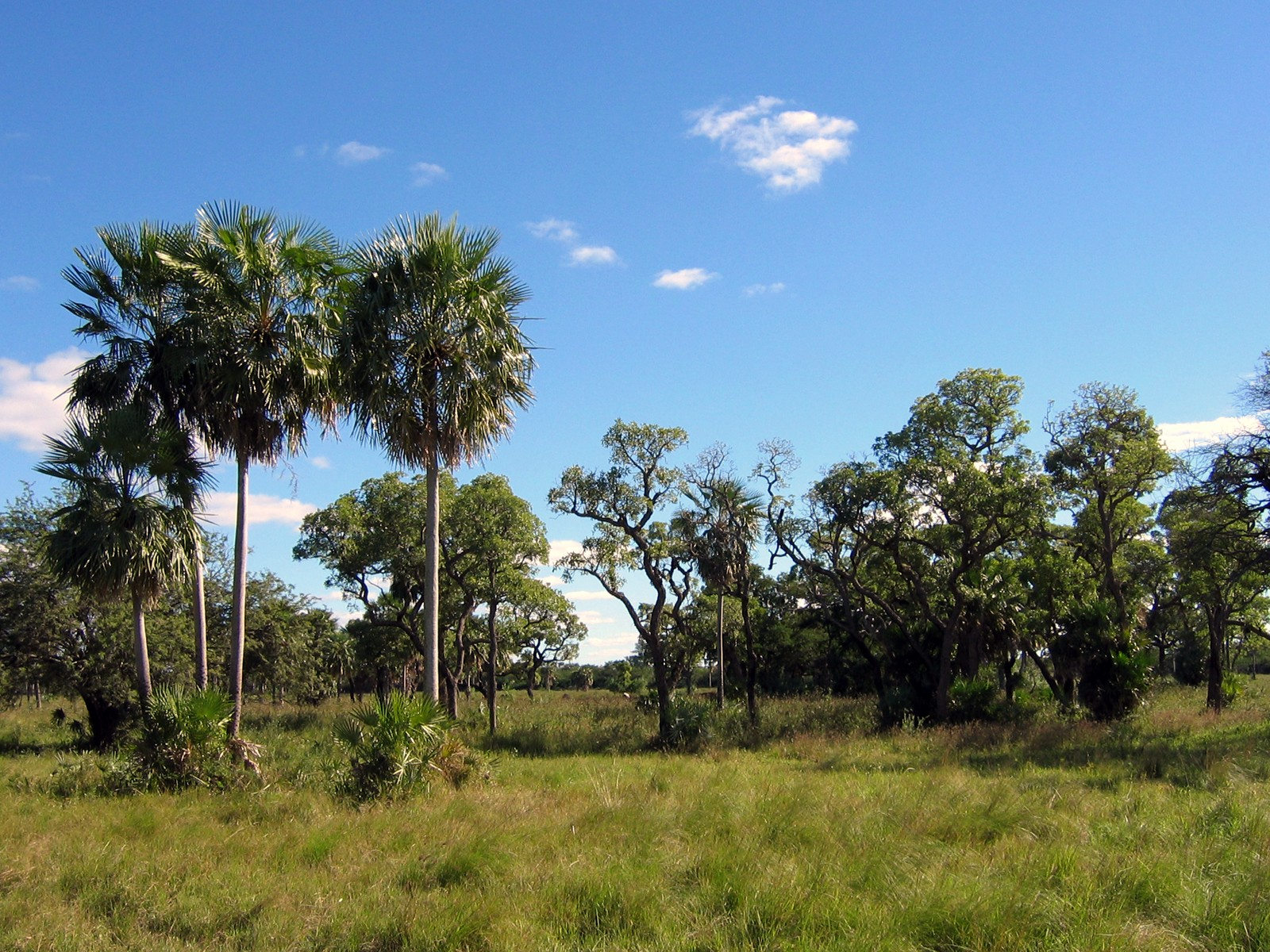
Landskap i det torra och heta Gran Chaco där fågeln förekommer.

### Släktestillhörighet
DNA-studier visar att spillkråkorna i släktet Dryocopus inte är varandras närmaste släktingar. Det har gjort att vissa fört de amerikanska arterna, däribland amerikansk spillkråka, till det egna släktet Hylatomus. De flesta av de ledande taxonomiska auktoriteterna behåller de dock fortfarande samlade i Dryocopus.

## Status
Arten tros minska i antal till följd av habitatförlust, degradering och fragmentering. I många områden har den blivit alltmer sällsynt. IUCN kategoriserar arten som nära hotad.